# Karin Roten
Karin Roten Meier, švicarska alpska smučarka, * 27. januar 1976, Leukerbad, Švica.
Nastopila je na olimpijskih igrah 1994 in 1998, kjer je dosegla dve šestnajsti mesti v veleslalomu in odstop v slalomu. V štirih nastopih na svetovnih prvenstvih je osvojila dve srebrni medalji v veleslalomu v letih 1996 in 1997 ter bron v slalomu leta 1997. V svetovnem pokalu je tekmovala devet sezon med letoma 1993 in 2001 ter dosegla dve zmagi in še štiri uvrstitve na stopničke. V skupnem seštevku svetovnega pokala je bila najvišje na dvanajstem mestu leta 1996, leta 1997 je bila četrta v veleslalomskem seštevku. 
Njen mož Armin Meier je bil prav tako alpski smučar.